# Suzuki GS 500
La Suzuki GS 500 (o GS500 o GS500E) è una motocicletta prodotta dalla casa motociclistica giapponese Suzuki dal 1988.

## Descrizione e contesto
La moto utilizza un motore a quattro tempi e a due cilindri in linea disponibile nell'unica cilindrata di 487 cm³. Il motore è alimentato da carburatori con raffreddamento ad aria, avente distribuzione DOHC con 2 valvole per cilindro azionati da catena.
La trasmissione primaria avviene tramite ingranaggi e una frizione multidisco a bagno d'olio ad azionamento meccanico, coadiuvato da un cambio a sei marce. La potenza viene trasmessa alla ruota posteriore tramite catena.
Il telaio è del tipo a doppia culla in acciaio a sezione quadrata. La forcella telescopica anteriore ha un diametro di 37 mm e un'escursione di 120 mm. La sospensione  posteriore è costituita da un forcellone in profilati d'acciaio.
Suzuki ha inizialmente presentato nel 1988 la GS 500 in versione naked, per poi in seguito aggiungere un modello completamente carenato nel 2004 chiamato GS 500F.

## Storia
Derivata dalla GS450, il propulsore aveva un albero motore con manovellismi a 180° in un unico pezzo che girava su cuscinetti a strisciamento, un albero di controbilanciamento per ridurre le vibrazioni del motore, a cui venne incrementata la cilindrata da 448 cc fino a 487 cc, per mezzo di un incremento dell'alesaggio di 3 mm.
Introdotta nel 1988 nel Regno Unito e in seguito nel 1989 nel resto d'Europa e in Nord America, la prima modifica arrivò nel 1990, con il manubrio che fu rialzato.
Nel 1992 la sospensione anteriore venne migliorata montando regolazione del precarico sulle forcelle. Nel 1997 sulle pinze dei freni anteriori vennero montati pistoncini di dimensioni maggiori. 
Nel 2001 la GS500 fu dotata di una nuova carenatura, di un serbatoio del carburante da 20 litri e di nuovi carburatori Mikuni BSR da 34 mm. Nel 2002 Suzuki smise di produrre la GS500E per il mercato statunitense. Nel 2007 Suzuki interruppe le importazioni nel Regno Unito e in Spagna.

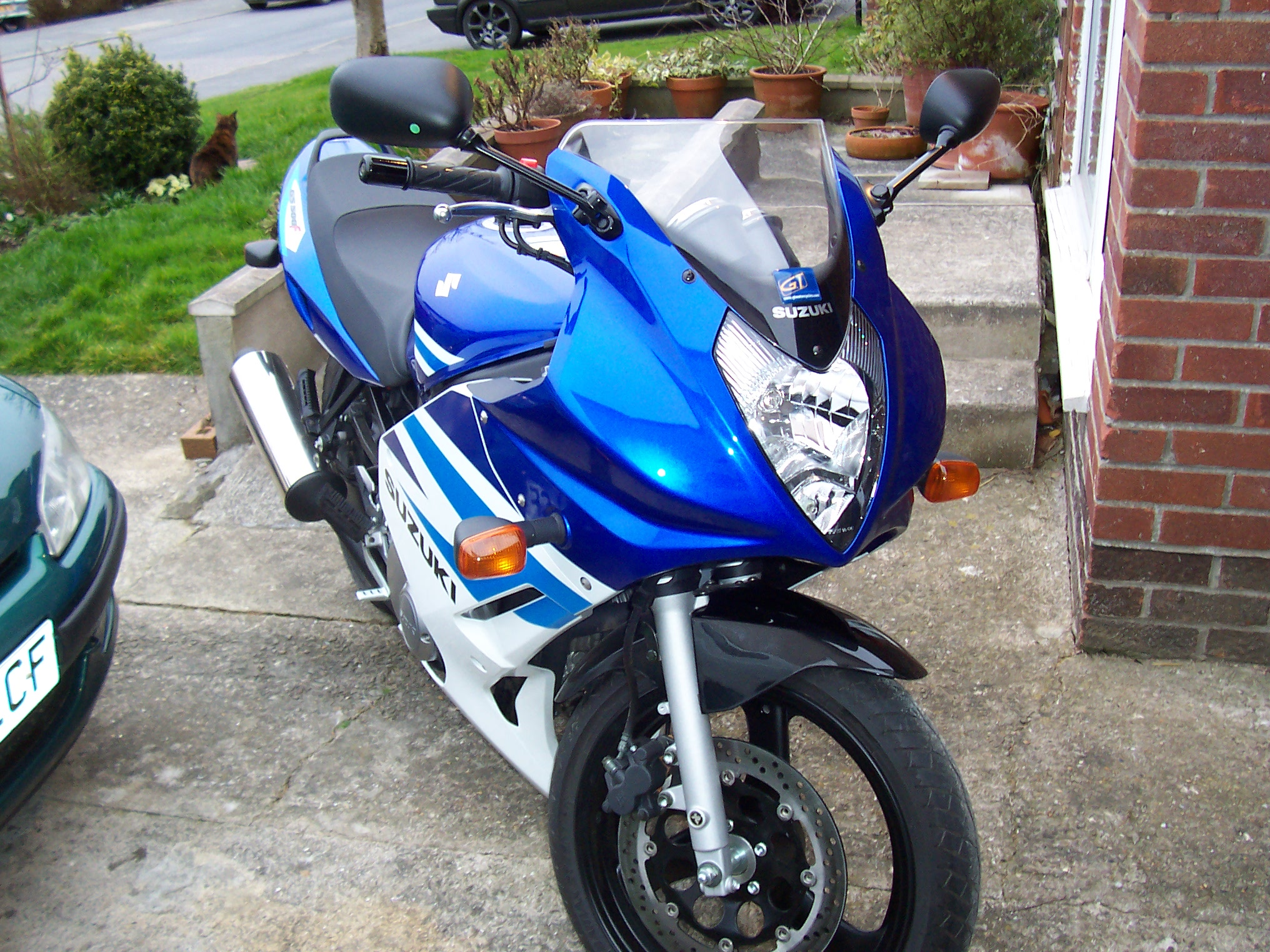
GS 500F

Nel 2004 uscì con la GS500F per riempire il vuoto lasciato nel mercato statunitense dalla GS500. In altri paesi i due modelli venne venduti insieme. Questa versione era molto simile al modello standard, ma era dotata di carenatura completa inspirata alla GSX-R, che migliorava il comfort del pilota fornendo protezione dal vento e una migliore aerodinamica. Venne inoltre aggiunto un radiatore dell'olio per migliorare l'affidabilità e i modelli europei utilizzavano un convertitore catalitico per ridurre le emissioni. 
Nel 2016 la Suzuki Motor Corporation avviò la produzione presso la sua filiale latinoamericana in Colombia,  per l'esportazione in Cile e in Ecuador e altri paesi sudamericani.